# Baldratia tragani
Baldratia tragani är en tvåvingeart som beskrevs av Möhn 1969. Baldratia tragani ingår i släktet Baldratia och familjen gallmyggor.
Artens utbredningsområde är Egypten. Inga underarter finns listade i Catalogue of Life.